# Zlatar
Zlatar is een stad en gemeente in de Kroatische provincie Krapina-Zagorje. In 2001 had de gemeente Zlatar 6505 inwoners, waarvan het merendeel Kroaten

## Geschiedenis
Zlatar wordt voor het eerst genoemd in het einde van de 13e eeuw als grootgrondbezit Zlatharia. Door de gunstige ligging van Zlatar tussen twee wegen van twee steden en het einde van het Turkse gevaar groeit het stadje opzienbarend in de 17e eeuw. In 1842 wordt een school gebouwd, en in 1877 wordt de telefoon in Zlatar ingevoerd en weekbladen 'Hrvatska Hrvatom' en 'Zlatarski tjednik' gedrukt.
In de Tweede Wereldoorlog wordt Zlatar tweemaal aangevallen door de partizanen: eenmaal op september 1943 en eenmaal in januari 1944, maar een echte doorbraak kwam pas op 9 mei 1945.

## Overig
Zlatar heeft een eigen radiozender en een busverbinding. Bij het dorpje Zlatar Bistrica loopt ook een spoorlijn en de provinciale weg 24 en 29.